# Виселок (Лозівський район)
Виселок — колишнє село в Україні, підпорядковувалося Софіївській сільській раді Близюківського району Харківської області.
Село знаходилося на лівому березі річки Велика Тернівка, вище за течією за 3 км — Новомар'ївка, за 1 км нижче за течією — Роздолівка і Зубове, на протилежному березі — Софіївка Перша.
1984 року в селі проживало 20 людей. Зняте з обліку 1988 року.